# Pierre Berton (écrivain)
Pour les articles homonymes, voir Pierre Berton et Berton.
Pierre Berton (12 juillet 1920, Whitehorse, Yukon - 30 novembre 2004, Toronto, Ontario) est un écrivain, journaliste et animateur de télévision canadien. 
Spécialiste de l'histoire du Canada, passionné de culture populaire et défenseur de l'athéisme, il a publié une quarantaine d'ouvrages dans sa carrière.

## Biographie
Né à Whitehorse, au Yukon, où son père s'était installé lors de la ruée vers l'or du Klondike en 1898, il passe son enfance à Dawson City, où sa famille déménage en 1921. Il a 12 ans, en 1932, quand sa famille déménage de nouveau, cette fois à Victoria, en Colombie-Britannique.
Il fait ses études supérieures en Histoire à l'université de la Colombie-Britannique et, pendant l'été, travaille comme son père dans les mines d'or de Klondike. Pendant l'année scolaire, il travaille comme journaliste à Vancouver et devient, à 21 ans, le plus jeune rédacteur au Canada.
Pendant la Deuxième Guerre mondiale, il est conscrit et, en raison de son passage à l'université, sert principalement dans l'Armée canadienne comme officier responsable de l'entraînement au sein du Corps du renseignement canadien. 
Après la guerre, il poursuit sa carrière en journalisme. En 1947, il participe à une expédition sur la rivière Nahanni Sud dans les Territoires du Nord-Ouest dont il tire un article pour le quotidien The Vancouver Sun qui ensuite repris et diffusé par l'agence de presse américaine International News Service (INS). La même année, il s'installe à Toronto, où il devient, en 1951, rédacteur au magazine Maclean's. 
Embauché en 1957 par la CBC, il sera animateur de populaires émissions d'affaires publiques et d'histoire, dont Front Page Challenge (en). La même année, il prête sa voix pour assurer le commentaire du film documentaire de Wolf Koenig et Colin Low sur la ruée vers l'or du Klondyke Capitale de l'or, film qui remporte le prix du documentaire - court métrage au Festival de Cannes 1957, le prix du meilleur film 1958 au Palmarès du film canadien, en plus d'être nommé pour l'Oscar du meilleur court métrage en prises de vues réelles.
De 1958 à 1962, il est rédacteur adjoint au Toronto Star, mais quitte se poste pour animer jusqu'en 1973 The Pierre Berton Show (en), émission restée célèbre pour son interview de l'acteur et spécialiste d'arts martiaux Bruce Lee en 1971. Berton anime ensuite d'autres émissions d'affaires publiques.
En 1974, il prête sa voix à la mini-série documentaire The National Dream (en), sur l'épopée de la construction du chemin de fer transcontinental au Canada par le Canadien Pacifique et le gouvernement canadien au XIXe siècle, une adaptation par Timothy Findley et William Whitehead (en) des propres ouvrages historiques de Berton intitulés The National Dream (en) (1970) et The Last Spike (en) (1971), deux gros best-sellers à leur parution.
Il meurt d'une insuffisance cardiaque en 2004.
A. B. McKillop a écrit une biographie de Pierre Berton, en 2008, 4 ans après le décès de Pierre Berton.

## Publications

### Ecrits
- 1953 : The Royal Family
- 1954 : The Golden Trail: The Story of the Klondike Rush
- 1956 : The Mysterious North: Encounters with the Canadian Frontier, 1947-1954
- 1958 : The Klondike Fever: The Life and Death of the Last Great Gold Rush
- 1959 : Just Add Water and Stir
- 1960 : Adventures of a Columnist
- 1961 : The Secret World of Og
- 1962 : Fast, Fast, Fast Relief
- 1963 : The Big Sell
- 1965 : My War with the Twentieth Century (Anthologie)
- 1965 : The Comfortable Pew
- 1966 : Pierre & Janet Berton's Canadian Food Guide (Anthologie)
- 1966 : The Cool, Crazy, Committed World of the Sixties
- 1968 : The Smug Minority
- 1970 : The National Dream: The Great Railway, 1871-1881
- 1971 : The Last Spike: The Great Railway, 1881-1885
- 1972 : Klondike: The Last Great Gold Rush, 1896-1899 (Révision et ajout d'information de l'édition de 1958)
- 1973 : Drifting Home
- 1975 : Hollywood’s Canada: The Americanization of the National Image
- 1976 : My Country: The Remarkable Past
- 1977 : The Dionne Years: A Thirties Melodrama
- 1978 : The Wild Frontier: more tales from the remarkable past
- 1980 : The Invasion of Canada: 1812-1813
- 1981 : Flames Across the Border: 1813-1814
- 1982 : Why We Act Like Canadians
- 1984 : The Promised Land: Settling the West 1896-1914
- 1985 : Masquerade (sous le pseudonyme "Lisa Kroniuk") (Romans)
- 1986 : Vimy
- 1987 : Starting Out: 1920-1947
- 1988 : The Arctic Grail: The Quest for the North West Passage and the North Pole, 1818-1909
- 1990 : The Great Depression: 1929-1939
- 1992 : Niagara: A History of the Falls
- 1995 : My Times: Living With History, 1917-1995
- 1996 : Farewell to the Twentieth Century (Anthologie)
- 1997 : 1967: The Last Good Year
- 1998 : Worth Repeating: A Literary Resurrection (Anthologie)
- 1999 : Welcome To The 21st Century: More Absurdities From Our Time (Anthologie)
- 2001 : Marching as to War: Canada's Turbulent Years
- 2002 : Cats I Have Known and Loved
- 2003 : The Joy of Writing: A Guide for Writers Disguised as a Literary Memoir
- 2004 : Prisoners of the North

### Livres d'images
- 1961 : The New City : a prejudiced view of Toronto
- 1965 : Remember Yesterday
- 1972 : The Great Railway: The Building of the Canadian Pacific Illustrated
- 1983 : The Klondike Quest
- 1993 : Niagara: Picture Book
- 1994 : Winter'
- 1996 : The Great Lakes
- 1999 : Seacoasts
- 1999 : Pierre Berton's Canada: The Land and the People

### SerieHistory for Young Canadians
The Battles of the War of 1812 :
- 1991 : The Capture of Detroit
- 1991 : The Death of Isaac Brock
- 1991 : Revenge of the Tribes
- 1991 : Canada Under Siege
- 1994 : The Battle of Lake Erie
- 1994 : The Death of Tecumseh
- 1995 : Attack on Montreal

Exploring the Frozen North :
- 1992 : Parry of the Arctic
- 1992 : Jane Franklin's Obsession
- 1993 : Dr. Kane of the Arctic Seas
- 1993 : Trapped in the Arctic

Canada Moves West :
- 1992 : The Railway Pathfinders
- 1992 : The Men in Sheepskin Coats
- 1992 : A Prairie Nightmare
- 1992 : Steel Across the Plains
- 1994 : Steel Across the Shield

The Great Klondike Gold Rush :
- 1991 : Bonanza Gold
- 1991 : The Klondike Stampede
- 1992 : Trails of '98, City of Gold
- 1992 : City of Gold
- 1993 : Kings of the Klondike
- 1993 : Before the Gold Rush

### Autres
- War of 1812 est une compilation des 2 livres The Invasion of Canada et Flames Across the Border, publié in 1980.
- Il existe des versions abrégées de The National Dream et The Last Spike, publiés en 1974.

Tous les écrits, incluant les livres et les manuscripts, dessins, essais, et matériaux de recherches, sont conservés dans les archives de l'Université McMaster.

## Distinctions

### Prix littéraire
- 1956 : Prix du Gouverneur général : études et essais de langue anglaise pour The Mysterious North
- 1958 : Prix du Gouverneur général : études et essais de langue anglaise pour Klondike
- 1960 : Stephen Leacock Memorial Medal for Humour (en) pour Just Add Water and Stir
- 1971 : Prix du Gouverneur général : études et essais de langue anglaise pour The Last Spike
- 1978 : Nellie Award
- 1982 : Canadian Booksellers Award
- 1981 : Prix de non-fiction de la Canadian Authors Association
- 1996 : Prix de responsabilité en journalisme du Committee for Skeptical Inquiry

### Décorations
- Compagnon de l'ordre du Canada le 23 juin 1986[2]. Il était officier de l'ordre depuis 1974.
- Membre de l'Ordre de l'Ontario.
- Médaille du jubilé d'argent d'Élisabeth II en 1977.
- Médaille du jubilé d'or de la reine Élisabeth II en 2002.
- Médaille du 125e anniversaire de la Confédération du Canada (en) le 7 mai 1992

### Honneurs
- 1998 : Allée des célébrités canadiennes

Il obtient une multitude de Doctorat honoris causa :
- 1973 : Université de l'Île-du-Prince-Édouard en Droit[3]
- 1974 : Université York en Lettres[4]
- 1978 : Université Dalhousie en Droit
- 1981 : Brock University en Droit
- 1981 : Université de Windsor en Lettres
- 1982 : Université Athabasca
- 1983 : Université de Victoria en Droit[5]
- 1983 : Université McMaster en Lettres[6]
- 1984 : Collège militaire royal du Canada en Droit[7]
- 1984 : Université de l'Alaska à Fairbanks en Arts[8]
- 1985 : Université de la Colombie-Britannique en Lettres[9]
- 1988 : Université de Waterloo en Droit[10]
- 2002 : Université de Western Ontario en Droit[11]